# OGame
OGame es un videojuego multijugador masivo en línea de estrategia desarrollado por la empresa alemana Gameforge. El juego está implementado en el lenguaje de programación PHP, requiriendo únicamente un navegador común para poder jugarlo: dando una gran ventaja en el aspecto de los videojuegos, tan necesitados de ram y memorias específica. Cada escenario de juego, denominado Universo, permite que se enfrenten simultáneamente hasta 16500 jugadores. El primer universo apareció en Alemania en 2002, donde en 2007 fue el juego en línea más popular. Existen versiones en diferentes idiomas: a destacar el español y el inglés que tienen versiones para más de un país junto a la portuguesa; asimismo hay versiones en otros 20 idiomas: alemán, checo, chino, croata, danés, eslovaco, esloveno, finés, francés, griego, húngaro, italiano, japonés, neerlandés, noruego, polaco, rumano, ruso, sueco, turco; es importante destacar que la versión en español se divide entre servidores de España, México y Argentina; la portuguesa entre Portugal y Brasil; y la inglesa entre Reino Unido y Estados Unidos. Asimismo, periódicamente se añaden nuevos servidores (universos) al juego.

## Introducción
Ogame es un juego en tiempo real, en donde todos los jugadores interactúan las 24 horas del día, estén conectados o no al juego. Esto, junto con el hecho de que hay jugadores de diversas partes del mundo y husos horarios (en el Ogame español, por ejemplo, jugadores de España y de Hispanoamérica).
Cada jugador comienza con un planeta y asume el rol de un emperador intergaláctico. El objetivo del juego es obtener la puntuación más alta del universo. Además, cada versión de Ogame dispone de un foro oficial en el que los usuarios pueden interactuar y publicar sus mejores batallas siguiendo las premisas e ideas que el equipo de moderación impone, para las cuales existe una clasificación. Aparecer en dicha clasificación de las mejores batallas puede considerarse otro objetivo del juego. Cada universo se compone de múltiples galaxias, cada una con 499 sistemas planetarios. A su vez, cada sistema planetario tiene la capacidad de albergar hasta 15 planetas. 
En el juego existen cuatro tipos de recursos básicos: metal, cristal, deuterio y energía. Los puntos se asignan por la cantidad de recursos invertidos en infraestructura, investigaciones y unidades del juego (naves y defensas) al momento de cada actualización. Las investigaciones no pueden perderse y asignan puntos estables, a diferencia de las naves y defensas que pueden perderse a causa de ataques de otros jugadores, o los edificios que pueden perderse a causa de abandonar un planeta, o perder una luna.
Además de los recursos clásicos, con la expansión de 2022 "Formas de vida", se incluyen otros dos recursos extra: Población y Alimento. Cada planeta dispone de sus recursos independientes de población y alimento, al igual que del resto de recursos básicos. Población es el único recurso que no puede ser saqueado tras una batalla victoriosa, pero sí que en ese caso sus números disminuirán, simulando el deceso de parte de esta. Aumentar estos recursos requiere invertir en mejorar edificios especiales de formas de vida, los cuales no cuentan para el límite de construcciones que nuestro planeta puede tener.
El juego comienza con un único planeta que posee, en la versión española, 188 espacios disponibles para la construcción de edificios, denominados campos. Se inicia con una pequeña cantidad de recursos y una producción mínima, la cual puede ser aumentada ampliando las minas de metal y cristal o los sintetizadores de deuterio. La energía para abastecer a las minas y sintetizadores puede ser suministrada por dos edificios (plantas de energía solar o plantas de fusión) o por un tipo de nave denominado satélite solar. Cuando se construye un Laboratorio de investigación pueden comenzar a investigarse diferentes tecnologías que posibilitan la construcción de edificios más avanzados así como también de distintas unidades, tanto naves como defensas planetarias.
Al avanzar en el juego, es posible construir colonizadores, los cuales son naves que permiten tomar control de otros planetas. No existe límite en la cantidad de planetas a colonizar, más allá de lo complejo que sea conseguir mayores niveles de investigación de astrofísica. Esto es algo relativamente novedoso, dado que en antiguas versiones del juego existía un límite máximo de planetas por jugador.

## Descripción del Juego
El juego permite desarrollar diferentes estrategias para obtener recursos e invertirlos de manera más eficiente. Sin embargo, básicamente los recursos se obtienen produciéndolos mediante las minas que pueden construirse en los planetas que uno controla, realizando expediciones, robándolos de otros jugadores o destruyendo flotas enemigas para quedarse con los escombros. Esta última opción no es la preferida por la mayoría de jugadores, obligando Gameforge a gastar dinero a los jugadores en mejoras, consiguiendo rápidamente los recursos necesarios para situarse en un nivel alto en el ranking.
Los elementos que pueden construirse en el juego son los edificios, naves, defensas e investigaciones.

### Edificios
Los edificios son estructuras que proporcionan distintos beneficios para el jugador, tales como generación de recursos, construcción de flota, etc. Algunos edificios tienen como requisito que se hayan construido otros edificios determinados y/o que se hayan completado determinadas investigaciones. Los edificios solamente pueden ser destruidos (o desmontados) por el usuario, los enemigos no pueden dañarlos (a excepción de los construidos en lunas, donde si la luna es destruida, con ella lo son los edificios y todo lo que contuviese). El costo de los edificios se incrementa exponencialmente, aunque a diferentes tasas.
Entre los edificios, encontramos:
- Minas: Son las que producen los recursos (mina de metal, mina de cristal y sintetizador de deuterio).
- Plantas de energía solar y plantas de fusión: Se encargan de abastecer de energía a las minas. Las plantas de fusión hacen consumo de deuterio para ello.
- Fábrica de robots: permite la construcción de trabajadores mecánicos que aceleran la construcción de edificios.
- Hangar: permite la construcción de naves. Son necesarios mayores niveles de hangar para la construcción de las naves más grandes y poderosas. Además por cada nivel aumentado se incrementa la rapidez de construcción tanto de defensas como de naves.
- Fábrica de nanobots: disminuye a la mitad el tiempo de construcción de edificios, naves y defensas. Es necesaria para poder construir ciertos edificios, como el terraformer.
- Almacenes: son necesarios para poder guardar recursos metal, cristal y deuterio en los planetas. Energía, población y alimento carecen de ellos. Si se alcanza su capacidad, se detendrá la producción de las minas asociadas a su recurso. Es posible almacenar hasta 10 000 unidades de cada recurso sin la construcción de almacenes en los nuevos universos (antes era 100.000). Además protegen un pequeño porcentaje de la producción diaria de su respectiva mina ante saqueos enemigos. Esta tarea antes la ocupaban los edificios "Escondite", pero tras su eliminación se incluyó en los almacenes esta habilidad que mejora con el nivel.
- Laboratorio de investigación: Sirve para el desarrollo de nuevas tecnologías, necesarias para la construcción de naves, defensas y algunos edificios.
- Silo: Permite construir misiles, tanto de interceptación (defensa) como interplanetarios (ataque). Mientras más alto sea, más misiles se pueden construir.
- Terraformer: es un edificio especial que permite ampliar el número de espacios disponibles para construir edificios (campos).
- Depósito de la alianza: permite proporcionar combustible (deuterio) a las naves amigas estacionadas en nuestra órbita y prolongar su tiempo de estancia.

Durante las batallas, si se generan suficientes escombros, puede generarse una luna, requiriendo al menos, 1 millón de ``unidades pedidas´´ con un máximo de 20 millones. A más unidades perdidas , mayor será la probabilidad de creación de una luna (1% por cada millón, hasta un máximo de 20%). Las lunas son importantes en el juego pues permiten la construcción de edificios especiales. Inicialmente las lunas poseen solo un campo (excepto para los jugadores con la clase General, que disponen de +5 campos lunares), los cuales pueden ampliarse construyendo una base lunar. Cada nivel de la base lunar proporciona tres campos. Dependiendo del tamaño de la luna, existe un máximo número de campos que pueden ser utilizados. Las construcciones especiales de la luna son el sensor phalanx y el salto cuántico. El sensor phalanx permite observar los movimientos de flotas de naves en planetas enemigos, permitiendo interceptarlos durante el regreso de las misiones, con un alcance determinado al nivel al que se encuentre (Nivel de S.Phalanx al cuadrado-1). El salto cuántico permite trasladar instantáneamente flotas entre una luna y otra que también posea el salto cuántico. Esto es especialmente importante cuando las flotas son voluminosas y trasladarlas a grandes distancias requiere grandes consumos de combustible y tiempo. Las lunas no pueden ser escaneadas por los sensores phalanx enemigos, lo cual las hace estratégicamente valiosas. Las lunas pueden ser destruidas mediante ataques especiales con las naves Estrella de la muerte.

### Investigaciones
Las investigaciones son esenciales en el juego pues permiten desarrollar nuevos edificios, naves, defensas y potenciar los mismos. Para desarrollarlas, es necesario contar con un laboratorio de investigación. 
Asimismo, es importante señalar que serán necesarios mayores niveles de desarrollo del laboratorio para poder investigar determinadas tecnologías. La investigación más avanzada, la de gravitón, requiere un laboratorio de nivel 12. El tiempo de investigación es inversamente proporcional al nivel del laboratorio en donde se investigue, por lo que aunque ninguna investigación requiera un nivel superior a 12, este siempre puede seguir ampliándose; sin embargo, en fases avanzadas del juego, con tal de reducir tiempos de investigación, y con una fábrica de nanobots a un nivel alto, es más conveniente subir este laboratorio de investigación pues dura menos subir el nivel de este laboratorio, y al mismo tiempo se reducen los tiempos de investigación en este planeta que la red intergaláctica, y al mismo tiempo se pueden subir los niveles de los otros laboratorios de la red. El costo del primer nivel de cada investigación es el costo base de dicha investigación, los niveles aumentan de precio consecutivamente multiplicando los valores del nivel anterior por 2.
Igualmente, existen diversas tecnologías como las básicas que están diseñadas para activar otras tecnologías o unidades (naves o defensas): 
- Energía: en una primera etapa servirá sólo para desbloquear otras investigaciones. Más adelante será importante para el funcionamiento de la Planta de Fusión, ya que la producción de energía de esta construcción depende directamente del nivel al que se tenga desarrollada esta tecnología.
- Láser; requisito de otras investigaciones y naves. Después de desbloquear la construcción del Acorazado, deja de tener sentido seguir desarrollándola dado que no confiere mayor ventaja.
- Iónica, requisito de la Tecnología de Plasma y de los Cruceros. Cada nivel disminuye los costes de demolición disminuyen en un 4 %.
- Hiperespacial, requisito para poder desarrollar la Red de Investigación Intergaláctica y el Propulsor Hiperespacial. Cada nivel aumenta el espacio de carga de tus naves en un 5%. Esto es especialmente útil en grandes flotas, ya que gastando menos combustible (moviendo menos naves de carga) nos permite mover más recursos.
- Plasma; requisito para los Bombarderos y para la estructura defensiva más poderosa, el Cañón de Plasma. Cada nivel aumenta la producción de metal en un 1%, la de cristal en un 0,66% y la de deuterio en un 0,33%, en todos los planetas. Especialmente favorable en cuentas grandes con minas en altos niveles.

Adicionalmente existen las tecnologías de propulsión (motores) importantes para desbloquear nuevas naves e ir incrementando la velocidad de vuelo con cada nuevo nivel: 
- Motor de combustión: cada nivel de esta investigación aumenta un 10% la velocidad de los Cazadores Ligeros, Sondas de Espionaje, Recicladores (hasta nivel 17 del motor de impulso y 15 del propulsor hiperespacial), Naves Pequeñas de Carga (hasta que se obtiene el 5º nivel del Motor de Impulso) y las Naves Grandes de Carga;
- Motor de impulso: con cada nuevo nivel de este Motor ve aumentada en un 20% la velocidad de Cazadores Pesados, las Naves de Colonia, los Cruceros, Bombarderos (hasta que se obtiene el Propulsor Hiperespacial a nivel 8), Misiles Interplanetarios y a partir del nivel 5, la Nave Pequeña de Carga y del 17 el Reciclador.
- Propulsor Hiperespacial: con cada nuevo nivel aporta un incremento del 30% en la velocidad de Naves de Batalla, los Acorazados, los Destructores, Estrellas de Muerte y a partir del nivel 8, los Bombarderos y del 15 los Recicladores.

Del mismo modo existen las tecnologías avanzadas que no son sólo requisitos para obtener herramientas importantes del Juego, a excepción del gravitón:
- Espionaje, para construir Sondas de Espionaje con las que espiar los planetas y lunas de otros jugadores. Además funcionan como sensores para saber si te están atacando. Cuando alcanza ciertos niveles obtiene características mejores. A nivel 2, además de saber que te están atacando, puedes conocer también con cuantas naves. A nivel 4, además del número total de naves atacantes, conoces los tipos de naves que conforman esa flota enemiga. A nivel 8 obtienes conocimiento completo de la composición de la flota enemiga, sabiendo exactamente el número de naves de cada tipo.
- Computación, cada nivel te permite controlar simultáneamente una flota propia más (inicialmente solo podrás tener una en vuelo). Además al llevarla a nivel 10, se podrá construir la Fábrica de Nanobots.
- Astrofísica, para enviar misiones de Expedición y aumentar el número de Colonias de un Imperio.
- Red de Investigación Intergaláctica que permite conectar varios Laboratorios de Investigación (dependiendo del nivel de cada uno) y reducir considerablemente el tiempo necesario para obtener cada Tecnología. Al tener esta investigación se suman los niveles de tus laboratorios más altos en diferentes planetas. Siempre que el nivel de los laboratorios sea el suficiente para poder investigar algo por su cuenta, podrán sumarse a la investigación conjunta.
- Gravitón, permite construir las Estrellas de la Muerte, la nave más poderosa de OGame. Investigar más de un nivel no confiere ninguna ventaja real, a pesar de que alguna gente lo haga por superstición o por satisfacción personal.

Finalmente están disponibles las tecnologías de combate: 
- Blindaje: Refuerza la integridad estructural de todas las naves y construcciones defensivas en un 10% con cada subida de nivel, haciendo posible que sean capaces de aguantar más disparos;
- Militar: con cada nivel de esta investigación, las armas de las naves y estructuras defensivas causan un 10% más de daño
- Defensa: que genera un escudo un 10% más potente con cada nivel, con lo que las naves y defensas pueden absorber más impactos y recibir menos daños.

### Naves
Las naves se construyen en el hangar. Todas las naves tienen como requisito que se haya mejorado el hangar hasta un nivel determinado y que se hayan completado determinadas investigaciones. Las naves tienen un costo fijo durante todo el juego, por lo que en universos antiguos, cuando las investigaciones y edificios tienen costos exorbitantes, la construcción de naves es prácticamente la única posibilidad de invertir recursos, llegando a obtenerse flotas inmensas. La mayoría de naves tienen como función principal el ataque de flotas enemigas. Sin embargo, existen naves especiales cuya misión principal es transportar recursos (nave pequeña de carga y nave grande de carga), espiar planetas y lunas enemigas (sonda de espionaje), recoger escombros de las batallas (reciclador), colonizar nuevos planetas (colonizador), producir energía (satélite solar), producir recursos (taladros), realizar expediciones (explorador) y destruir lunas (estrella de la muerte). Algunas naves poseen la propiedad denominada fuego rápido que consiste en la posibilidad de disparar más de una vez en una ronda de combate si se impacta sobre un blanco para el cual se tenga fuego rápido. El resto de las naves se pueden clasificar en las que actúan como escudo durante las batallas (los disparos son automáticos y al azar entre la flota enemiga) conocidos como fodder, encontrándose aquí el cazador ligero y el cazador pesado; la flota pesada, compuesta por las naves de batalla, bombarderos (nave con alto fuego rápido contra defensas) y los destructores (naves que consumen mucho deuterio y son muy recomendables para defender planetas), y la flota anti-flota, denominada así por su alto fuego rápido contra otras unidades, conformada por los cruceros y los acorazados. Mención aparte merece la estrella de la muerte, la nave más poderosa del juego cuya función especial es la destrucción de las lunas de otros jugadores, además de contar con fuego rápido contra todas las demás naves y mayoría de defensas del juego, a excepción de las cúpulas pequeñas y grandes de protección, y el cañón de plasma.

### Defensas
Al igual que la flota, las defensas se construyen en el hangar. Tras un ataque, el 70% de las defensas se reparan automáticamente, salvo que sean destruidas por un ataque de misiles interplanetarios. Son, a igual coste, más fuertes que las naves, pero tienen en contra que no pueden moverse. Las defensas pueden ser destruidas por un ataque con naves enemigas o por misiles interplanetarios, los cuales pueden ser destruidos si se cuentan con misiles de intercepción. Ambos tipos de misiles requieren de un silo para ser construidos. Al igual que las naves, existen defensas débiles y baratas que sirven como escudo para proteger a las más caras y fuertes. Entre las primeras tenemos a los lanzamisiles y a los láseres pequeños. Los demás tipos de defensa son el láser grande, el cañón iónico, el cañón Gauss y el cañón de plasma, siendo estas dos últimas las más fuertes. Además, se cuentan con dos cúpulas con fuertes escudos, las cuales solo pueden ser construidas una vez por planeta, la cúpula pequeña de protección y la cúpula grande de protección.

### Alianzas
Algo realmente fundamental en el juego, son las agrupaciones de jugadores por amistad o por motivos técnicos dentro del juego. Por ello, se crean alianzas con sus propias normas y jerarquías.

### Mejoras a cambio de dinero real
Ogame dispone de múltiples métodos de microtransacciones donde el jugador obtiene una ventaja en el juego a cambio de dinero real, con lo que es más fácil ponerse a la cabeza de otros jugadores. Existe cierta polémica entre la base de jugadores, ya que hay quienes lo consideran un injusto factor "P2W" (del anglicismo Pay To Win, "Pagar Para Ganar"), y hay quienes lo toman como un reto más para demostrar que su habilidad supera a la de aquellos que aun realizando microtransacciones, no alcanzan su nivel.
Mediante el dinero real, se puede adquirir un recurso especial llamado MO (Materia oscura). La MO puede ser canjeada por diferentes ventajas, como oficiales u objetos especiales.

#### Oficiales
- Comandante: Ofrece una flota extra simultánea, la capacidad de tener una lista de construcción e investigación, un escáner de transportes, y además elimina la publicidad. Su coste es de 10.000 MO a la semana, o 100.000 MO 3 meses.

- Almirante: Ofrece dos flotas extras simultáneas, una flota de expediciones simultánea extra, y tasas de retirada de flota en caso de ataque mejoradas. Además de la capacidad de priorizar recursos en saqueos. Su coste es de 5.000 MO a la semana, o 50.000 MO 3 meses.

- Ingeniero: Reduce las defensas que pierdes tras un ataque recibido a la mitad, y además proporciona un 10% más de energía en todos tus planetas, de todas las fuentes. Su coste es de 5.000 MO a la semana, o 50.000 MO 3 meses.

- Geólogo: Aumenta un 10% la producción de todos tus recursos en todos tus planetas. Su coste es de 12.500 MO a la semana, o 125.000 MO 3 meses.

- Tecnócrata: Proporciona una mejora de dos niveles a tu tecnología de espionaje, y además reduce tus tiempos de investigación en todos los laboratorios en un 25%. 10.000 MO a la semana, o 100.000 MO 3 meses.

#### Objetos
Existen múltiples tipos de objetos premium para diferentes aspectos del juego, y su valor varía de entre 7.500 MO hasta 500.000 MO. Por su división en el juego, nos encontramos con:
- Recursos: Objetos para amplificar la producción de un recurso concreto (metal, cristal, deuterio, o energía), en un planeta en concreto. Su duración varía entre una semana, un mes y 3 meses. Metal, cristal y deuterio pueden tener mejoras de entre 10% y 40%, pasando por 20% y 30%; energía duplica estos valores, yendo del 20% al 80%, pasando por 40% y 60%. A mayor mejora porcentual, y a mayor tiempo aplique la mejora, más caro será el objeto. Entran además en esta categoría los objetos que te dan directamente los recursos equivalentes a toda una producción de tus minas en todos tus planetas, durante 24h.
- Construcción: Objetos que te permiten tener más flotas simultáneas, o incluso más flotas de expedición simultáneas. Estos objetos varían en duración igual que los anteriores, y en cantidad de flotas entre +2, +4 y +6; la mitad para las flotas de expedición. A esta categoría pertenecen también los objetos que te permiten obtener más espacios de construcción en el planeta o la luna, en diferentes cantidades (de nuevo, a más campos ofrece, más caro es el objeto). Además estos últimos permiten acumular los efectos, permitiendo trivializar el espacio en tu planeta o luna. Incluimos finalmente en esta categoría los objetos que te permiten hacer "intentos de luna", donde llamas a una flota enemiga para que pierda contra sus defensas, y con suerte de los escombros de esa flota saldrá una luna para tu planeta.
- Selección de clase: Pertenecen a esta categoría los objetos que te permiten escoger una clase personal o una clase para la alianza, siendo los objetos más caros. Adquirir las fichas de clase alcanzan las 500.000 unidades de MO.
- Otros: También hay objetos que, aunque retirados hace tiempo de la tienda, en ocasiones vuelven a estar disponibles como parte de eventos para adquirirlos por MO. Estos son los reductores de tiempo. Vienen en 3 variantes: reducción de tiempo de construcción de edificios, de construcción de naves, y de investigación. Y Pueden suponer reducciones de 30 minutos, 2 horas y 6 horas. De nuevo, a mayor el efecto, más caro el objeto.

## Herramientas
Además del juego, el éxito de OGame ha hecho florecer un gran número de complementos creados por los propios jugadores, con el fin de facilitar determinados aspectos del juego, tales como el cálculo de tiempos restantes o el almacenamiento de la información obtenida en los informes de espionaje. La mayoría de herramientas se encuentran libremente disponibles en la red, sin embargo, solo las que sean aprobadas por la administración del juego son consideradas legales.

### Calculadoras multifunción
La función principal de estas calculadoras es facilitar al jugador los cálculos relacionados con costes, recursos (en el propio planeta y en planetas enemigos) y tiempos, con el fin de encontrar las acciones óptimas para los objetivos del jugador y empezar a reunir recursos de una vez.

### Simuladores de batalla
Los simuladores de batallas son programas que estiman el resultado esperado de una batalla a partir de un cierto número de simulaciones. Los simuladores utilizan el mismo algoritmo de batalla que el Ogame. Los resultados suelen ser muy precisos, salvo en ocasiones cuando intervienen naves con la habilidad de disparar más de una vez por ronda durante la batalla (especialmente con Estrella de la Muerte).

### Compactadores de informes
Estos compactadores de informes permiten resumir el texto de los informes de batalla y de espionaje, con el fin de que puedan ser leídos con mayor claridad, o publicados en foros.

### Balance de batallas
Un balance de batallas sirve para tener una visión global de los resultados (recursos obtenidos, naves perdidas, naves destruidas, etc.) de los ataques. Es especialmente útil cuando se está en guerra con una alianza y se quiere dar a conocer cuanto daño se ha causado y cuantos recursos se han robado a los miembros de una alianza enemiga.
Estas herramientas facilitan la creación de balances de las ganancias y pérdidas de las batallas, además de ofrecer la posibilidad de compactar los informes para publicarlos en foros (phpbb, smf o texto plano).

### Procesadores de información
Estas herramientas permiten a los jugadores guardar la información del juego (posiciones de los planetas, cantidad de recursos en un planeta enemigo, evolución de la puntuación, etc.) en una base de datos de tal manera que sea posible consultarla posteriormente. Algunos de estos programas están orientados al uso individual (como ORP), mientras que otros están orientados a ser utilizados por alianzas (como es el caso de Milos).
Otra herramienta de reciente innovación pero limitada a ciertos universos es OGamator que informa de las posiciones y estadísticas de jugadores, alianzas, planetas, etc., con actualización horaria.

### Programas prohibidos
Las extensiones y aplicaciones orientadas a OGame están prohibidas hasta que tengan la aprobación de la administración del juego. Hay algunos criterios objetivos que permiten determinar la licitud de las aplicaciones, pero básicamente toda aplicación o script es ilícito hasta que obtenga la aprobación. En general, son ilícitos aquellos que quiten la publicidad, modifiquen el menú principal del juego o automaticen algún proceso (robots para jugar sin estar presente), por citar algunos ejemplos.
OGame ++ era una recopilación de scripts para Greasemonkey, muchos de ellos permitidos, que fue declarada «ilegal» en diciembre de 2006 por el coordinador del país de Gameforge.
Algunas aplicaciones prohibidas en el OGame Hispano pueden no serlo en otros servidores.

### Foros
Gran parte de la actividad de OGame se realiza en los foros proporcionados por Gameforge, en los que se llevan a cabo negociaciones, declaraciones de guerra, o simplemente se comentan batallas y se habla de la vida en general. Además de estos foros, muchas alianzas tienen foro propio, en el que se realizan los debates internos o las planificaciones de guerras.